# 里门车辆基地
里门车辆基地（：／ Imun Charyang Saeopso */?）是韩国铁道公社位于首尔东大门区里门3洞的一座地鐵車輛基地，在京元线和忘忧线分界处附近，北接光云大學站，东接忘忧站。这个车辆段主要用于首都圈电铁1号线的1000系和5000系列车的修理维护和停放。在2012年4月3日前，首都圈电铁中央线的321000系也曾在此停放，但现在改为在龙门车辆基地停放。在此之前，还在附近专门设立过里门站，不过现在已经废止。